# Tim Lefebvre
Tim Lefebvre (Foxborough, 4 februari 1968) is een Amerikaanse basgitarist.

## Biografie
Als sessiemuzikant en bandlid heeft hij gewerkt met een breed scala aan muzikanten, waaronder David Bowie, The Black Crowes, Elvis Costello, Sting, Empire of the Sun, The Sleepy Jackson, Wayne Krantz, Patti Austin, John Mayer, Jovanotti, Chuck Loeb, Mark Guiliana, Jamie Cullum, Chris Botti en Knower. Als lid van de Tedeschi Trucks Band heeft hij opgetreden op film- en televisiesoundtracks, waaronder Ocean's Twelve, The Departed, Analyze That, The Sopranos en 30 Rock. Door het tijdschrift Bass Musician een muzikale taalkundige genoemd, is Lefebvre bedreven in verschillende genres, waaronder rock, jazz, fusion, electronica en r&b. Lefebvre speelde bas op het laatste studioalbum Blackstar van David Bowie dat twee dagen voor de dood van Bowie in 2016 werd uitgebracht.

## Discografie

### Als co-leader
- 2007: Rudder, Rudder
- 2009: Matorning, Rudder
- 2009: Krantz Carlock Lefebvre
- 2010: Domestic Blitz, Tim Lefebvre/Emily Zuzik
- 2016: Let Me Get By, Tedeschi Trucks Band
- 2016: Into The Cosmos Vol. I & II
- 2017: Live from the Fox Oakland, Tedeschi Trucks Band

### Als sideman
Met David Bowie
- 2016: Blackstar
- 2017: No Plan
- 2018: Never Let Me Down 2018

Met Till Brönner
- 1999: Love
- 2000: Chattin' with Chet
- 2010: At the End of the Day
- 2014: The Movie Album

Met Uri Caine
- 2002: Bedrock 3
- 2005: Shelf-Life
- 2009: Plastic Temptation

Met Carmen Cuesta
- 1996: One Kiss
- 2004: Peace of Mind

Met Bill Evans
- 1999: Touch
- 2001: Soul Insider

Met Wayne Krantz
- 1999: Greenwich Mean
- 2003: Your Basic Live
- 2007: Your Basic Live '06
- 2014: Good Piranha/Bad Piranha

Met Chuck Loeb
- 1996: The Music Inside
- 1998: The Moon, the Stars, and the Setting
- 2001: In a Heartbeat
- 2007: The Love Song Collection

Met Donny McCaslin
- 2010: Perpetual Motion
- 2012: Casting for Gravity
- 2015: Fast Future
- 2016: Beyond Now

Met Andy Snitzer
- 2011: Traveler
- 2013: The Rhythm

Met anderen
- 1997: Beautiful Love, Eddie Daniels
- 1997: Black Guitar, Leni Stern
- 1997: Spiral Staircase, Mark Sherman
- 1997: Turning Night into Day, Nelson Rangell
- 1998: I'll Never Get Over You, Chuck Jackson
- 1999: Parable, Pete McCann
- 2000: Fool No More, Peter Eldridge
- 2000: Jazzpunk, David Fiuczynski
- 2000: Loose Ends, Larry John McNally
- 2000: New York Night, Richard Dobson
- 2000: NYC d'N'B, Droid
- 2002: Balance, David Binney
- 2004: I Get Along With You Very Well, Tony Lakatos
- 2006: Strength, Gil Parris
- 2008: Moss, Moss
- 2010: 30 Rock, Jeff Richmond
- 2010: The Pursuit, Jamie Cullum
- 2011: Mad Heaven, Peter Eldridge
- 2011: Time Together, Michael Franks
- 2012: It's Love, Eric Marienthal
- 2013: Sentimental Journey, Emmy Rossum
- 2016: Rich Man, Doyle Bramhall II
- 2016: Til They Bang on the Door, Lucy Woodward
- 2016: Two Vines, Empire of the Sun
- 2016: Angelenos, Emily Zuzik

- Gemeinsame Normdatei: 135262488
- International Standard Name Identifier: 0000 0000 5516 4687
- Library of Congress Control Number: no2002040877
- MusicBrainz: e0a50e7d-79a7-4414-899a-9b6f790fad56
- Nationale Bibliotheek van Israël: 987007327681905171
- Système universitaire de documentation: 15816721X
- Virtual International Authority File: 19906288
- WorldCat: E39PBJB4h9gX6XrddX6WXQMpT3